# Земплін (Михайлівці)
Муніципальний футбольний клуб Земплін (Михайлівці) або просто «Земплін» (словац. Mestský Futbalový Klub Zemplín Michalovce) — професіональний словацький футбольний клуб з міста Михайлівці. Починаючи з сезону 2015/16 років команда виступає в Словацькій Суперлізі.

## Історія
МФК «Земплін» (Михайлівці) був заснований в 1912 році. Перший футбольний матч в Михайлівцях влітку 1912 року, в якому «Михайлівці» поступилися ФК «Поздишівці» з рахунком 0:6. Інший клуб, який було створено також в Михайлівцях, мав назву НАК Михайлівці (Футбольно-спортивний клуб), його було засновано в 1914 році.
17 червня 2010 року було підписано однорічний контракт (з можливістю пролонгації ще на один рік) з колишнім гравцем чехо-словацької збірної, учасником чемпіонату світу з футболу 1982 року, колишнім тренером (2002—2006 роки) російського клубу Зеніт (Санкт-Петербург) Властимілом Петржелою. На посаді головного тренера МФК «Земплін» він перебував до квітня 2012 року.
13 червня 2015 року на виїзді «Земплін» переміг свого найпринциповішого суперника, МФК «Скалицю», з рахунком 2:0 і вперше в своїй історії здобув право з наступного сезону виступати в Словацькій Суперлізі. У своєму дебютному сезоні серед еліти словацького футболу команда посіла 11-те місце та забезпечила собі можливість наступного сезону виступати в Словацькій Суперлізі.

## Досягнення
- Словацька народна футбольна ліга
  -  Чемпіон: 1974/75

- DOXXbet liga (2 ліга Словацького чемпіонату)
  -  Чемпіон: 2014/15 (підвищення)
  -  Срібний призер: 2013/14

## Стадіон
Свої домашні поєдинки МФК «Земплін» проводить на «Міському футбольному стадіону». В 2009 році стадіон було реконструйовано, внаслідок чого його місткість зменшилася з 7 000 до 4 440 місць.

## Партнерство
- Мілан (2011–теперішній час)[1]

## Принципові протистояння
МФК «Землін» має найпринциповіші протистояння з клубами зі східної Словаччини: Татран, «Партизан» (Бардіїв), ФК «Бодва», «Футура» та сусіднім ФК «Вельке Ревіштья». Не такі принципові протиятояння відбуваються проти інших клубів східної Словаччини: «Локомотив» (Кошице), ФК «Вранов-над-Топльоу», «Славой» (Требішов), ФК «Спішська Нова Весь», СК «Одева» (Липани).

## Уболівальники
Найактивніші вболівальники МФК «Земплін» називають себе Ультрас Земплін Михайлівці (GS-52), вони підтримують дружні відносини з фанами ВСС Кошице, які називають себе Віва Кошице.

## Статистика виступів у національних турнірах
Примітки: Іг - матчів, В - перемоги, Н - нічиї, П - поразки, ЗМ - забиті м'ячі, ПМ - пропущені м'ячі, +/- - різниця, О - очки, червоний колір - вибування, зелений колір - підвищення, світло-фіолетовий відтінок - перехід до іншого змагання
| Чехословаччина (1963 – 1993) |                          |        |     |    |    |    |    |    |     |    |       |
| Сезони                       | Ліга                     | Рівень | Іг. | В  | Н  | П  | ЗМ | ПМ | +/- | О  | Місце |
| 1963/64                      | 2 ліга (сл.) C           | 2      | 26  | 12 | 1  | 13 | 47 | 45 | +2  | 25 | 7     |
| 1964/65                      | 2 ліга ЧС (сл.) C        | 2      | 26  | 11 | 5  | 10 | 40 | 51 | -11 | 27 | 5     |
| 1965/66                      | 2 ліга ЧС (сл.) B        | 2      | 26  | 12 | 1  | 13 | 40 | 39 | -1  | 25 | 10    |
| 1966/67                      | 2 ліга ЧС (сл.) B        | 2      | 26  | 11 | 4  | 11 | 44 | 45 | -1  | 26 | 5     |
| 1967/68                      | 2 ліга ЧС (сл.) B        | 2      | 26  | 11 | 4  | 11 | 38 | 40 | -2  | 26 | 7     |
| 1968/69                      | 2 ліга ЧС B              | 2      | 26  | 12 | 3  | 11 | 32 | 32 | 0   | 27 | 6     |
| 1969/70                      | 2 ліга                   | 2      | 30  | 12 | 4  | 14 | 37 | 44 | -7  | 27 | 10    |
| 1970/71                      | 2 ліга                   | 2      | 30  | 12 | 5  | 13 | 32 | 38 | -6  | 28 | 7     |
| 1971/72                      | 2 ліга                   | 2      | 30  | 9  | 1  | 20 | 32 | 51 | -19 | 19 | 16    |
| 1972/73                      | 3 ліга - сл. C           | 3      | 26  | 13 | 5  | 8  | 39 | 26 | +13 | 31 | 3     |
| 1973/74                      | 3 ліга - сл. C           | 3      | 26  | 11 | 2  | 13 | 31 | 31 | 0   | 24 | 11    |
| 1974/75                      | 1 СНФЛ                   | 3      | 26  | 14 | 5  | 7  | 40 | 20 | +20 | 33 | 1     |
| 1975/76                      | 2 ліга                   | 2      | 30  | 12 | 5  | 13 | 28 | 36 | -8  | 28 | 8     |
| 1976/77                      | 2 ліга                   | 2      | 30  | 5  | 12 | 13 | 32 | 52 | -20 | 22 | 15    |
| 1977/78                      | 1 СНФЛ                   | 2      | 30  | 9  | 10 | 11 | 29 | 39 | -10 | 28 | 10    |
| 1978/79                      | 1 СНФЛ                   | 2      | 30  | 8  | 9  | 13 | 22 | 36 | -14 | 25 | 15    |
| 1979/80                      | Слов. л. вихід           | 3      | 22  | 12 | 5  | 5  | 37 | 19 | +18 | 29 | 2.    |
| 1980/81                      | Слов. л. вихід           | 3      | 22  | 10 | 6  | 6  | 28 | 22 | +6  | 26 | 3     |
| 1981/82                      | 2 СНФЛ - сл. Вихід       | 3      | 30  | 21 | 4  | 5  | 66 | 23 | +43 | 46 | 1     |
| 1982/83                      | 1 СНФЛ                   | 2      | 30  | 13 | 7  | 10 | 34 | 35 | -1  | 33 | 4     |
| 1983/84                      | 1 СНФЛ                   | 2      | 30  | 8  | 9  | 13 | 37 | 48 | -11 | 25 | 14    |
| 1984/85                      | 1 СНФЛ                   | 2      | 30  | 14 | 3  | 13 | 51 | 47 | +4  | 31 | 6.    |
| 1985/86                      | 1 СНФЛ                   | 2      | 30  | 8  | 7  | 15 | 37 | 60 | -23 | 23 | 15    |
| 1986/87                      | 2 СНФЛ - сл. Вихід       | 3      | 30  | 20 | 5  | 5  | 66 | 25 | +41 | 45 | 1     |
| 1987/88                      | 1 СНФЛ                   | 2      | 30  | 15 | 5  | 10 | 48 | 37 | +11 | 35 | 4     |
| 1988/89                      | 1 СНФЛ                   | 2      | 30  | 8  | 11 | 11 | 37 | 41 | -4  | 27 | 12    |
| 1989/90                      | 1 СНФЛ                   | 2      | 30  | 12 | 4  | 14 | 38 | 51 | -13 | 28 | 13    |
| 1990/91                      | 1 СНФЛ                   | 2      | 30  | 9  | 6  | 15 | 33 | 54 | -21 | 24 | 15    |
| 1991/92                      | 2 СНФЛ - сл. Вихід       | 3      | 30  | 9  | 8  | 13 | 36 | 51 | -15 | 26 | 12    |
| 1992/93                      | 2 СНФЛ - сл. Вихід       | 3      | 30  | 9  | 5  | 16 | 38 | 49 | -11 | 23 | 12.   |
| Словаччина (1993 – )         |                          |        |     |    |    |    |    |    |     |    |       |
| Сезони                       | Ліга                     | Рівень | Іг. | В  | Н  | П  | ЗМ | ПМ | +/- | О  | Місце |
| ...                          |                          |        |     |    |    |    |    |    |     |    |       |
| 1998/99                      | 2 ліга                   | 2      | 34  | 7  | 8  | 19 | 33 | 60 | -27 | 29 | 17    |
| ...                          |                          |        |     |    |    |    |    |    |     |    |       |
| 2004/05                      | 2 ліга                   | 2      | 30  | 14 | 5  | 11 | 44 | 35 | +9  | 47 | 4     |
| 2005/06                      | 2 ліга                   | 2      | 30  | 14 | 6  | 10 | 38 | 30 | +8  | 48 | 7     |
| 2006/07                      | 1 ліга                   | 2      | 14  | 7  | 4  | 3  | 14 | 10 | +4  | 25 | 10    |
| 2007/08                      | 1 ліга                   | 2      | 33  | 11 | 4  | 18 | 33 | 43 | -10 | 37 | 9     |
| 2008/09                      | 1 ліга                   | 2      | 33  | 11 | 8  | 14 | 42 | 48 | -6  | 39 | 9     |
| 2009/10                      | 1 ліга                   | 2      | 27  | 8  | 6  | 13 | 23 | 33 | -10 | 30 | 6     |
| 2010/11                      | 1 ліга                   | 2      | 33  | 15 | 6  | 12 | 51 | 48 | +3  | 51 | 4     |
| 2011/12                      | 2 ліга                   | 2      | 33  | 13 | 7  | 13 | 41 | 46 | -5  | 46 | 6     |
| 2012/13                      | 2 ліга                   | 2      | 33  | 12 | 7  | 14 | 41 | 43 | -2  | 43 | 5     |
| 2013/14                      | 2 ліга                   | 2      | 33  | 18 | 7  | 8  | 55 | 28 | +27 | 61 | 2     |
| 2014/15                      | DOXXbet liga - сл. Вихід | 2      | 22  | 16 | 3  | 3  | 46 | 11 | +35 | 51 | 1     |
| 2014/15                      | Mistrovská skupina       | 2      | 22  | 15 | 6  | 1  | 40 | 11 | +29 | 51 | 1     |
| 2015/16                      | Фортуна ліга             | 1      | 33  | 7  | 8  | 18 | 32 | 55 | -23 | 29 | 11    |
| 2016/17                      | Фортуна ліга             | 1      | 33  |    |    |    |    |    |     |    |       |

## МФК «Земплін» (Михайлівці)-Б
МФК «Земплін» (Михайлівці)-Б був резервним клубом «Земпліну» та виступав у третій лізі чемпіонату Словаччини в сезоні 2014/15 років. Саме цього сезону команда досягла найвищого успіху в своїй історії, посівши 16-те місце. В 2015 році після вильоту з третього дивізіону була розформована.

### Статистика виступів
Примітки: Іг - матчів, В - перемоги, Н - нічиї, П - поразки, ЗМ - забиті м'ячі, ПМ - пропущені м'ячі, +/- - різниця, О - очки, червоний колір - вибування, зелений колір - підвищення, світло-фіолетовий відтінок - перехід до іншого змагання
| Словаччина (2011 – 2015) |                                     |        |     |    |   |    |    |    |     |    |       |
| Сезони                   | Ліга                                | Рівень | Іг. | В  | Н | П  | ЗМ | ПМ | +/- | О  | Місце |
| 2011/12                  | Регіональний чемпіонат (4 дивізіон) | 4      | 30  | 12 | 7 | 11 | 47 | 42 | +5  | 43 | 9     |
| 2012/13                  | 4 ліга                              | 4      | 28  | 10 | 7 | 11 | 36 | 32 | +4  | 37 | 9     |
| 2013/14                  | 4 ліга                              | 4      | 30  | 16 | 4 | 10 | 60 | 41 | +19 | 52 | 4     |
| 2014/15                  | 3 ліга                              | 3      | 30  | 3  | 4 | 23 | 25 | 86 | -61 | 13 | 16    |

## Склад команди
Станом на 18 вересня 2016 року.
| №  | Поз. | Нац.       | Гравець           |
| -- | ---- | ---------- | ----------------- |
| 1  | ВР   | Україна    | Дмитро Присяжнюк  |
| 2  | ЗХ   | Словаччина | Мілан Шимчак      |
| 4  | ПЗ   | Словаччина | Лукаш Тот         |
| 6  | ЗХ   | Словаччина | Міхал Яночко      |
| 7  | ЗХ   | Іспанія    | Маркос            |
| 8  | ПЗ   | Словаччина | Якуб Грич         |
| 9  | ПЗ   | Словаччина | Іван Котора       |
| 10 | ПЗ   | Словаччина | Ігор Зофчак       |
| 11 | ПЗ   | Словаччина | Адріан Лешко      |
| 12 | ПЗ   | Словаччина | Йожеф-Шимон Турик |
| 13 | ЗХ   | Словаччина | Міхал Сипляк      |
| 14 | НП   | Словаччина | Мартін Регалі     |
| 15 | ПЗ   | Словаччина | Станіслав Данко   |
| 16 | ПЗ   | Гана       | Еммануель Менса   |
| 17 | НП   | Словаччина | Домінік Кунка     |

| №  | Поз. | Нац.       | Гравець                |
| -- | ---- | ---------- | ---------------------- |
| 19 | ПЗ   | Словаччина | Мартін Беднар          |
| 20 | ЗХ   | Словаччина | Олівер Подгорин        |
| 22 | ВР   | Словаччина | Матуш Кіра             |
| 23 | ПЗ   | Словаччина | Йозеф Вайс             |
| 24 | ПЗ   | Словаччина | Мартин Кошельник       |
| 27 | ПЗ   | Словаччина | Томаш Седляк (капітан) |
| 28 | НП   | Словаччина | Павол Беллаш           |
| 30 | ВР   | Чехія      | Патрик Мацей           |
| 33 | НП   | Словаччина | Давид Шкутка           |
| 42 | ЗХ   | Албанія    | Крісті Косе            |
| 66 | НП   | Албанія    | Крістіан Кушта         |
| 92 | ЗХ   | Нігерія    | Селестин Лазарус       |
| 98 | НП   | Україна    | Ілля Терещенко         |
| –– | ЗХ   | Словаччина | Мартин Колесар         |

### В оренді
| №  | Поз. | Нац.       | Гравець                                                      |
| -- | ---- | ---------- | ------------------------------------------------------------ |
| 18 | ЗХ   | Аргентина  | Вернон Ді Марко Ворлаччі (в оренді в «Словані» (Братислава)) |
| 21 | НП   | Словаччина | Міхал Гамуляк (в оренді в «Партизані» (Бардейов))            |

## Тренерський персонал
Станом на 13 січня 2016 року
| Ім'я              | Посада                     |
| ----------------- | -------------------------- |
| Антон Шолтис      | Головний тренер            |
| Іван Лапшанський  | Помічник головного тренера |
| Адріан Девечка    | Помічник головного тренера |
| Петер Піллар      | Тренер воротарів           |
| Петер Шчобик      | Начальник команди          |
| MUDr. Ян Паловчик | Лікар команди              |
| Ігор Ілько        | Массажист                  |
| Ладислав Бубернак | Массажист                  |

## Відомі гравці
Нижче в списку наведені гравці, які виступали в складі своїх національних збірних
| - Амаду Кулібалі - Павол Диня - Андрей Гесек - Владимир Яночко | - Андрей Керич - Акакій Хубутія - Крісті Косе - Мартін Рашка | - Душан Сніський - Ігор Зофчак |

## Відомі тренери
- Йозеф Шкрлик (2004)
- Ян Караффа (2005)
- Владимир Руснак (?-2008)
- Мікулаш Команицький (2008-2009)
- Владимир Руснак (2009-2010)
- Властиміл Петржела (2010–2012)
- Альберт Руснак (2012–2014)
- Йозеф Бубенко (2013)
- Ондрей Дуда (2014)
- Франтишек Штурма (2014 – 30 грудня 2015)
- Станіслав Грига (30 грудня 2015 – 30 травня 2016)
- Антон Шолтис (7 червня 2016–)